# در أفشان (فلاورجان)
در أفشان (بالإنجليزية: Dar Afshan, Falavarjan)‏ هي منطقة سكنية تقع في أصفهان في إيران. يقدر عدد سكانها بـ 1,006 نسمة .